# Chrysoberyl
Chrysoberyl là một loại khoáng vật nhôm beryli có công thức hóa học BeAl2O4. Tên gọi của khoáng vật này có nguồn gốc từ tiếng Hy Lạp χρυσός chrysos và βήρυλλος beryllos, nghĩa là "spar trắng-vàng". Mặc dù có tên gọi tương tự, chrysoberyl và beryl là các loại đá quý hoàn toàn khác nhau, mặc dù chúng đều chứa beryllium. Chrysoberyl là loại đá quý tự nhiên có độ cứng xếp hàng thứ 3 vào khoảng 8,5 theo thang độ cứng Mohs, giữa corundum (9) và topaz (8).
Chrysoberyl nguyên thủy có màu lục ánh vàng và trong suốt đến trong mờ. Khi khoáng vật có màu lục nhạt đến vàng và trong suốt thì nó được dùng làm đá quý. Ba biến thể chính của chrysoberyl là: chrysoberyl thông thường màu từ lục đến vàng, mắt mèo hay cymophan và alexandrit. Chrysoberyl vàng-lục được gọi là "chrysolit" dưới thời kỳ Victoria và Edward, điều này gây nhầm lẫn do tên gọi này đã từng được dùng để chỉ olivin ("peridot" là một loại đá quý); tên gọi này đã không còn được sử dụng trong danh pháp ngọc học.

## Đá quý Alexandrit

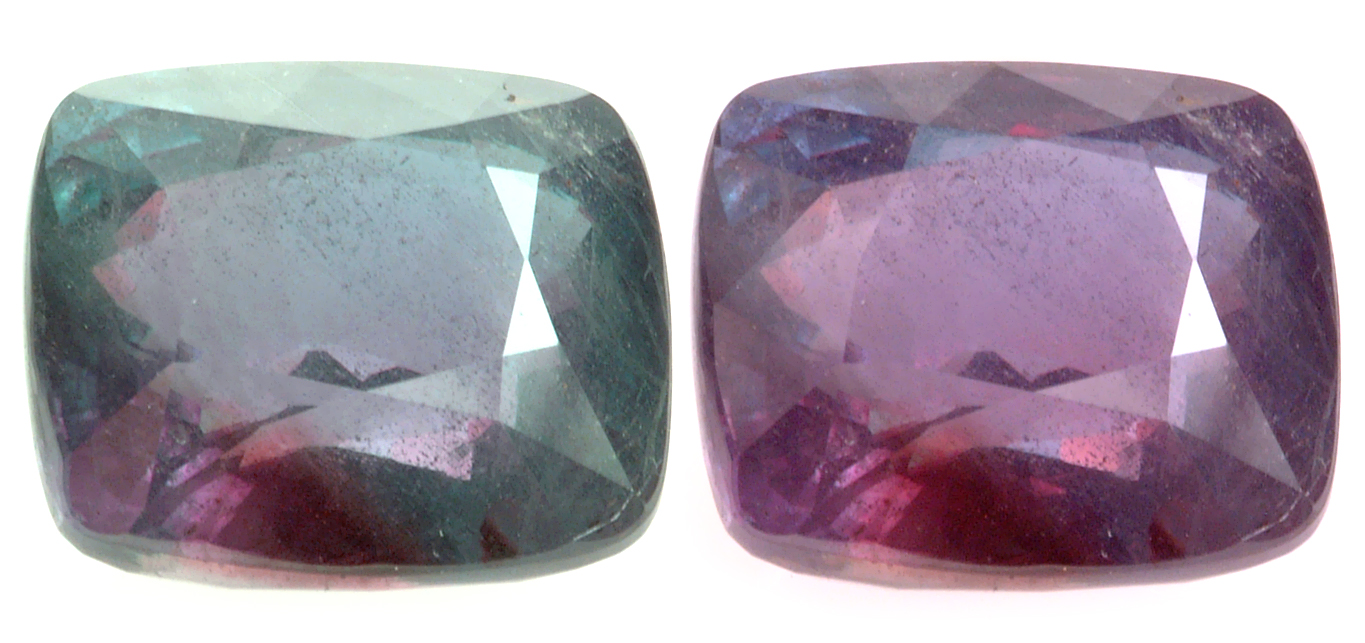
Alexandrit, 26,75 cara.

Alexandrit xuất xứ từ dãy Ural, Nga có màu lục dưới ánh sáng ban ngày và đỏ dưới ánh sáng đèn dây tóc vào ban đêm. Các biến thể khác của alexandrit có thể có màu vàng hoặc hồn dưới ánh sáng ban ngày và đỏ columbine hoặc màu mâm xôi dưới ánh đèn dây tóc ban đêm.
Theo câu chuyện phổ biến nhưng đầy mâu thuẫn thì mẫu vật alexandrit đầu tiên được tìm thấy trong lịch sử là ở vùng núi Ural bởi Nils Gustaf Nordenskiöld (1792-1866), một nhà khoáng vật học và khách du lịch người Phần Lan, nhưng ông đã xác định nhầm thành ngọc lục bảo. Mỏ khai thác ngọc lục bảo đầu tiên tại Nga mở cửa năm 1831, nhưng nghiên cứu gần đây cho rằng viên đá đã được Yakov Kokovin phát hiện đầu tiên.
Alexandrit được đặt tên để vinh danh hoàng đế Aleksandr II của Nga. Viên đá alexandrit được tìm thấy vào sinh nhật lần thứ 16 khi ông chưa lên ngôi mà chỉ là hoàng tử với tên gọi Aleksandr Nikolayevich.

## Cymophan

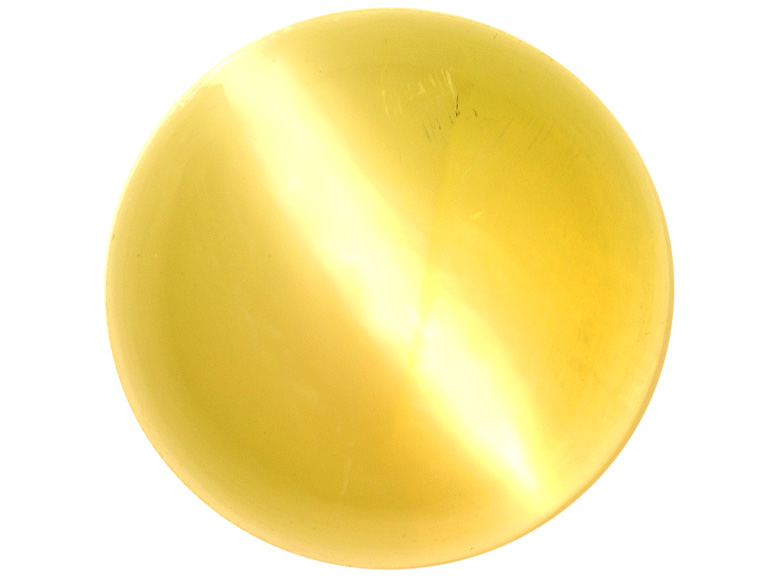
Cymophane bóng và có mắt ở giữa.

Chrysoberyl chatoyancy đục được gọi là cymophane hay mắt mèo. Từ cymophan có nguồn gốc từ tiếng Hy Lạp nghĩa là 'sóng' và 'dạng', có hiệu ứng mắt mèo. Dạng biến thể này thường chứa các hốc hoặc bao thể dạng que của rutil xuất hiện theo hướng song song với trục c tạo ra hiệu ứng chatoyant thấy được dưới tia sáng đơn sắc chiếu qua tinh thể. Hiệu ứng này cũng được nhìn thấy rõ trong các quý đã gia công ở dạng cabochon vuông góc với trục c. Màu vàng chrysoberyl là do tạp chất Fe3+.
Đá mắt mèo thật sự trở nên nổi tiếng vào cuối thế kỷ 19 khi Duke of Connaught đã đưa ra chiếc nhẫn có khảm đá mắt mèo; điều này cũng đủ để làm cho loại đá này trở nên phổ biến và gia tăng giá trị của nó. Cho đến thời điểm đó, mắt mèo đã chủ yếu có mặt trong bộ sưu tập đá quý và khoáng vật. Nhu cầu tăng cao làm mở rộng các cuộc tìm kiếm nó ở Sri Lanka.